# Тесла (единица)
Вижте пояснителната страница за други значения на Тесла.
Тѐсла (символ T) е производна единица от SI за магнитна индукция (наричана също плътност на магнитния поток).

## Определение
1 T = 1 Wb•m-2 = 1 kg•s–2•A–1 = 1 N•A–1•m-1 = 1 kg•s–1•C–1

## Произход
Единицата тесла е приета през 1960 г. и е наречена на името на сърбо-американския изобретател и електроинженер Никола Тесла.

## Разяснения
Тесла е стойността на пълния магнитен поток („силата“ на магнита), отнесен към площта на този поток. Следователно намаляването на площта, обхваната от потока, увеличава плътността на магнитния поток. Това увеличение може да продължава, докато материалът не се насити магнитно и/или ако „утечката“ на магнитното поле не се увеличи толкова бързо, че допълнителното увеличение на плътността стане невъзможно.

## Преобразуване
Магнитна индукция от един тесла е еквивалентна на:
- 10 000 гауса (G), използвани в системата CGS.
- 109 гами (γ), използвани в геофизиката.

## Примери
- В космическото пространство плътността на магнитното поле е между 0,1 и 10 нанотесла (10−10 T и 10−8 T).
- На повърхността на Земята магнитното поле на географска ширина 50° е 58 µT (5,8×10−5 T); а на екватора, т.е. на ширина 0°, е 31 µT (3,1×10−5 T).
- Магнитното поле на голям подковообразен магнит е 1 милитесла (0,001 T).
- Голям 12-килограмов магнит на високоговорител осигурява поле с напрегнатост 1 T в междината за бобината на мембраната.
- В медицински скенер с ядрен магнитен резонанс полето е до 4 T, експериментално се достига до 12 T.
- В слънчево петно полето е 10 T.
- Най-силното постоянно магнитно поле, получено в лабораторни условия (National High Magnetic Field Laboratory в Талахаси, Флорида, САЩ) е 45,5 T (световен рекорд към 2019 г.)[2]>
- Най-силното импулсно магнитно поле, получено при неразрушителни условия (лабораторията Koichi Kindo в Университета на Осака), е 80 T.
- Най-големият магнитен импулс, получаван някога (при експлозия) в лаборатория (град Саров, Русия), е 2800 T.
- Неутронните звезди имат поле от 1 до 100 мегатесла (106 T до 108 T).
- Полето на магнетарите е от 0,1 до 100 гигатесла (108 до 1011 T).
- Максималната теоретично възможна магнитна индукция на неутронна звезда, а следователно и на всяко известно тяло, е 1013 T (* 10 тератесла).